# 스키아 그래픽스 엔진
스키아 그래픽스 엔진(Skia Graphics Engine) 또는 스키아(Skia)는 C++로 개발된 오픈 소스 2D 그래픽 라이브러리이다. 스키아는 플랫폼별 그래픽 API(서로 다름)를 추상화한다. 스키아사(Skia Inc.)는 처음에 라이브러리를 개발했다. 구글은 2005년에 이를 인수한 후 2008년 "New BSD" 자유 소프트웨어 라이선스에 따라 오픈 소스 라이선스로 소프트웨어를 출시했다.

## 지원 플랫폼
- Windows 7, 8, 8.1, 10
- macOS 10.10.5 이상
- iOS 8 이상
- Android 4.1 (JellyBean) 이상
- Ubuntu 14.04+, Debian 8+, openSUSE 13.3+, Fedora * Linux 24+
- 웹 브라우저[3]

## 같이 보기
- 토르 벡터 그래픽스
- Direct2D
- 쿼츠 (그래픽스 계층)
- 카이로 (그래픽스)